# Skilanglauf-Scandinavian-Cup 2016/17
Der Skilanglauf-Scandinavian-Cup 2016/17 war eine von der FIS organisierte Wettkampfserie, die zum Unterbau des Skilanglauf-Weltcups 2016/17 gehörte. Sie begann am 9. Dezember 2016 in Lillehammer und endete am 5. März 2017 mit einem Etappenrennen in Madona. Die Gesamtwertung der Männer gewann Håvard Solås Taugbøl; bei den Frauen wurde Anna Dyvik Erste in der Gesamtwertung.

## Männer

### Resultate
| 1. Scandinavian Cup in Lillehammer, 9. bis 11. Dezember 2016 | 1. Scandinavian Cup in Lillehammer, 9. bis 11. Dezember 2016 | 1. Scandinavian Cup in Lillehammer, 9. bis 11. Dezember 2016 | 1. Scandinavian Cup in Lillehammer, 9. bis 11. Dezember 2016 | 1. Scandinavian Cup in Lillehammer, 9. bis 11. Dezember 2016 |
| ------------------------------------------------------------ | ------------------------------------------------------------ | ------------------------------------------------------------ | ------------------------------------------------------------ | ------------------------------------------------------------ |
| Datum                                                        | Disziplin                                                    | Erster Platz                                                 | Zweiter Platz                                                | Dritter Platz                                                |
| 9. Dezember 2016                                             | Sprint klassisch                                             | Sindre Odberg Palm                                           | Håvard Solås Taugbøl                                         | Mattis Stenshagen                                            |
| 10. Dezember 2016                                            | 10 km Freistil                                               | Daniel Stock                                                 | Tord Asle Gjerdalen                                          | Joachim Aurland                                              |
| 11. Dezember 2016                                            | 30 km klassisch Massenstart                                  | Niklas Dyrhaug                                               | Tord Asle Gjerdalen                                          | Mathias Rundgreen                                            |

| 2. Scandinavian Cup in Lahti, 6. bis 8. Januar 2017 | 2. Scandinavian Cup in Lahti, 6. bis 8. Januar 2017 | 2. Scandinavian Cup in Lahti, 6. bis 8. Januar 2017 | 2. Scandinavian Cup in Lahti, 6. bis 8. Januar 2017 | 2. Scandinavian Cup in Lahti, 6. bis 8. Januar 2017 |
| --------------------------------------------------- | --------------------------------------------------- | --------------------------------------------------- | --------------------------------------------------- | --------------------------------------------------- |
| Datum                                               | Disziplin                                           | Erster Platz                                        | Zweiter Platz                                       | Dritter Platz                                       |
| 7. Januar 2017                                      | Sprint Freistil                                     | Oskar Svensson                                      | Karl-Johan Westberg                                 | Sindre Bjørnestad Skar                              |
| 8. Januar 2017                                      | 15 km klassisch                                     | Iivo Niskanen                                       | Johannes Høsflot Klæbo                              | Mattis Stenshagen                                   |
| 8. Januar 2017                                      | 30 km Skiathlon                                     | Wettbewerb ausgefallen                              | Wettbewerb ausgefallen                              | Wettbewerb ausgefallen                              |

| 3. Scandinavian Cup in Madona, 3. bis 5. März 2017 (Mini-Tour; halbe Punkte für die Etappen) | 3. Scandinavian Cup in Madona, 3. bis 5. März 2017 (Mini-Tour; halbe Punkte für die Etappen) | 3. Scandinavian Cup in Madona, 3. bis 5. März 2017 (Mini-Tour; halbe Punkte für die Etappen) | 3. Scandinavian Cup in Madona, 3. bis 5. März 2017 (Mini-Tour; halbe Punkte für die Etappen) | 3. Scandinavian Cup in Madona, 3. bis 5. März 2017 (Mini-Tour; halbe Punkte für die Etappen) |
| -------------------------------------------------------------------------------------------- | -------------------------------------------------------------------------------------------- | -------------------------------------------------------------------------------------------- | -------------------------------------------------------------------------------------------- | -------------------------------------------------------------------------------------------- |
| Datum                                                                                        | Disziplin                                                                                    | Erster Platz                                                                                 | Zweiter Platz                                                                                | Dritter Platz                                                                                |
| 3. März 2017                                                                                 | Sprint Freistil                                                                              | Håvard Solås Taugbøl                                                                         | Tomas Northug                                                                                | Vegard Bjerkreim Nilsen                                                                      |
| 4. März 2017                                                                                 | 10 km klassisch                                                                              | Daniel Stock                                                                                 | Magnus Stensås                                                                               | Mathias Rundgreen                                                                            |
| 5. März 2017                                                                                 | 15 km Verfolgung Freistil                                                                    | Mathias Rundgreen                                                                            | Håvard Solås Taugbøl                                                                         | Simon Lageson                                                                                |
| Gesamtwertung (halbe Punkte)                                                                 | Gesamtwertung (halbe Punkte)                                                                 | Mathias Rundgreen                                                                            | Håvard Solås Taugbøl                                                                         | Magnus Stensås                                                                               |

### Gesamtwertung Männer
| Rang | Name                    | Punkte |
| ---- | ----------------------- | ------ |
| 1.   | Håvard Solås Taugbøl    | 357    |
| 2.   | Daniel Stock            | 336    |
| 3.   | Mathias Rundgreen       | 310    |
| 4.   | Mattis Stenshagen       | 174    |
| 5.   | Magnus Stensås          | 164    |
| 6.   | Tord Asle Gjerdalen     | 160    |
| 7.   | Espen Udjus Frorud      | 153    |
| 8.   | Niklas Dyrhaug          | 151    |
| 9.   | Emil Nyeng              | 148    |
| 10.  | Vegard Bjerkreim Nilsen | 137    |
| 11   | Gjøran Tefre            | 134    |
| 12.  | Johannes Høsflot Klæbo  | 125    |
| 13.  | Iivo Niskanen           | 120    |
| 14.  | Karl-Johan Westberg     | 117    |

| Rang | Name                       | Punkte |
| ---- | -------------------------- | ------ |
| 15.  | Sindre Odberg Palm         | 111    |
| 16.  | Chrisander Skjønberg Holth | 107    |
| 17.  | Oskar Svensson             | 105    |
| 18.  | Tomas Northug              | 98     |
| 19.  | Joachim Aurland            | 95     |
| 20.  | Kristian Gräsli            | 93     |
| 21.  | Mikael Gunnulfsen          | 91     |
| 21.  | Magnus Haga                | 91     |
| 23.  | Erik Silfver               | 81     |
| 24.  | Andreas Myran Steen        | 80     |
| 25.  | Sindre Bjørnestad Skar     | 75     |
| 26.  | Gustav Eriksson            | 74     |
| 27.  | Even Northug               | 71     |
| 28.  | Simon Lageson              | 69     |

| Rang | Name                    | Punkte |
| ---- | ----------------------- | ------ |
| 29.  | Daniel Myrmæl Helgestad | 67     |
| 30.  | Eirik Sverdrup Augdal   | 66     |
| 31.  | Jan Thomas Jenssen      | 65     |
| 32.  | Johan Hoel              | 62     |
| 33.  | Hallvard Løfald         | 59     |
| 34.  | Gaute Kvåle             | 58     |
| 34.  | Lauri Vuorinen          | 58     |
| 36.  | Nils Magnus Bøen Grave  | 57     |
| 37.  | Sondre Turvoll Fossli   | 50     |
| 37.  | Ola Vigen Hattestad     | 50     |
| 37.  | Even Kristoffersen      | 50     |
| 37.  | Vebjørn Turtveit        | 50     |

## Frauen

### Resultate
| 1. Scandinavian Cup in Lillehammer, 9. bis 11. Dezember 2016 | 1. Scandinavian Cup in Lillehammer, 9. bis 11. Dezember 2016 | 1. Scandinavian Cup in Lillehammer, 9. bis 11. Dezember 2016 | 1. Scandinavian Cup in Lillehammer, 9. bis 11. Dezember 2016 | 1. Scandinavian Cup in Lillehammer, 9. bis 11. Dezember 2016 |
| ------------------------------------------------------------ | ------------------------------------------------------------ | ------------------------------------------------------------ | ------------------------------------------------------------ | ------------------------------------------------------------ |
| Datum                                                        | Disziplin                                                    | Erster Platz                                                 | Zweiter Platz                                                | Dritter Platz                                                |
| 9. Dezember 2016                                             | Sprint klassisch                                             | Anna Dyvik                                                   | Lotta Udnes Weng                                             | Kari Vikhagen Gjeitnes                                       |
| 10. Dezember 2016                                            | 5 km Freistil                                                | Charlotte Kalla                                              | Ebba Andersson                                               | Lotta Udnes Weng                                             |
| 11. Dezember 2016                                            | 15 km klassisch Massenstart                                  | Charlotte Kalla                                              | Kathrine Harsem                                              | Ebba Andersson                                               |

| 2. Scandinavian Cup in Lahti, 6. bis 8. Januar 2017 | 2. Scandinavian Cup in Lahti, 6. bis 8. Januar 2017 | 2. Scandinavian Cup in Lahti, 6. bis 8. Januar 2017 | 2. Scandinavian Cup in Lahti, 6. bis 8. Januar 2017 | 2. Scandinavian Cup in Lahti, 6. bis 8. Januar 2017 |
| --------------------------------------------------- | --------------------------------------------------- | --------------------------------------------------- | --------------------------------------------------- | --------------------------------------------------- |
| Datum                                               | Disziplin                                           | Erster Platz                                        | Zweiter Platz                                       | Dritter Platz                                       |
| 6. Januar 2017                                      | Sprint Freistil                                     | Hanna Falk                                          | Anna Dyvik                                          | Marthe Kristoffersen                                |
| 7. Januar 2017                                      | 10 km klassisch                                     | Justyna Kowalczyk                                   | Hanna Falk                                          | Anna Dyvik                                          |
| 8. Januar 2017                                      | 15 km Skiathlon                                     | Wettbewerb ausgefallen                              | Wettbewerb ausgefallen                              | Wettbewerb ausgefallen                              |

| 3. Scandinavian Cup in Madona, 3. bis 5. März 2017 (Mini-Tour; halbe Punkte für die Etappen) | 3. Scandinavian Cup in Madona, 3. bis 5. März 2017 (Mini-Tour; halbe Punkte für die Etappen) | 3. Scandinavian Cup in Madona, 3. bis 5. März 2017 (Mini-Tour; halbe Punkte für die Etappen) | 3. Scandinavian Cup in Madona, 3. bis 5. März 2017 (Mini-Tour; halbe Punkte für die Etappen) | 3. Scandinavian Cup in Madona, 3. bis 5. März 2017 (Mini-Tour; halbe Punkte für die Etappen) |
| -------------------------------------------------------------------------------------------- | -------------------------------------------------------------------------------------------- | -------------------------------------------------------------------------------------------- | -------------------------------------------------------------------------------------------- | -------------------------------------------------------------------------------------------- |
| Datum                                                                                        | Disziplin                                                                                    | Erster Platz                                                                                 | Zweiter Platz                                                                                | Dritter Platz                                                                                |
| 3. März 2017                                                                                 | Sprint Freistil                                                                              | Anna Dyvik                                                                                   | Maria Nordström                                                                              | Lotta Udnes Weng                                                                             |
| 4. März 2017                                                                                 | 5 km klassisch                                                                               | Maria Nordström                                                                              | Sofia Henriksson                                                                             | Linn Sömskar                                                                                 |
| 5. März 2017                                                                                 | 10 km Verfolgung Freistil                                                                    | Tiril Udnes Weng                                                                             | Jennie Öberg                                                                                 | Linn Sömskar                                                                                 |
| Gesamtwertung (halbe Punkte)                                                                 | Gesamtwertung (halbe Punkte)                                                                 | Linn Sömskar                                                                                 | Maria Nordström                                                                              | Anna Dyvik                                                                                   |

### Gesamtwertung Frauen
| Rang | Name                   | Punkte |
| ---- | ---------------------- | ------ |
| 1.   | Anna Dyvik             | 472    |
| 2.   | Tiril Udnes Weng       | 316    |
| 3.   | Lotta Udnes Weng       | 308    |
| 4.   | Maria Nordström        | 239    |
| 5.   | Thea Krokan Murud      | 210    |
| 6.   | Lovise Heimdal         | 200    |
| 6.   | Charlotte Kalla        | 200    |
| 8.   | Elin Mohlin            | 194    |
| 9.   | Kari Vikhagen Gjeitnes | 191    |
| 10.  | Sofia Henriksson       | 190    |
| 11.  | Ebba Andersson         | 180    |
| 11.  | Hanna Falk             | 180    |
| 13.  | Linn Sömskar           | 170    |
| 14.  | Emilie Kristoffersen   | 167    |

| Rang | Name                 | Punkte |
| ---- | -------------------- | ------ |
| 15.  | Marthe Kristoffersen | 162    |
| 16.  | Kathrine Harsem      | 156    |
| 17.  | Jennie Öberg         | 146    |
| 18.  | Amalie Håkonsen Ous  | 145    |
| 19.  | Katri Lylynperä      | 137    |
| 20.  | Evelina Settlin      | 135    |
| 21.  | Anne Kjersti Kalvå   | 133    |
| 22.  | Frida Erkers         | 121    |
| 23.  | Justyna Kowalczyk    | 100    |
| 24.  | Martine Ek Hagen     | 90     |
| 25.  | Silje Theodorsen     | 81     |
| 26.  | Julie Myhre          | 80     |
| 27.  | Anna Svendsen        | 73     |
| 28.  | Susanna Saapunki     | 66     |

| Rang | Name               | Punkte |
| ---- | ------------------ | ------ |
| 29.  | Maja Dahlqvist     | 65     |
| 30.  | Kari Øyre Slind    | 59     |
| 31.  | Mia Eriksson       | 55     |
| 31.  | Andrea Julin       | 55     |
| 33.  | Johanna Matintalo  | 54     |
| 34.  | Helene Söderlund   | 47     |
| 35.  | Marthe Bjørnsgaard | 43     |
| 36.  | Leena Nurmi        | 40     |
| 37.  | Lovisa Modig       | 29     |
| 37.  | Kelsey Phinney     | 29     |
| 37.  | Marjaana Pitkänen  | 29     |
| 37.  | Lisa Vinsa         | 29     |